# Jelsi
Jelsi è un comune italiano di 1 541 abitanti della provincia di Campobasso in Molise. Appartiene all'Unione dei comuni del Tappino.

## Origini del nome
Il nome di Jelsi non è tuttora chiaro; si ritiene che il nome più antico del paese sia Tibiczan, nome di chiara origine bulgara, poi trasformatosi in vari nomi (elencati in ordine cronologico): Gibbiza, Gittia, "Terra Gyptie", Gilizza, Gelzi, Ielzi, fino ad arrivare al penultimo nome dato durante il Regno delle Due Sicilie, quello di Ielsi.

## Storia

### Storia antica
Il paese di Jelsi è stato fin dalla preistoria battuto probabilmente da cacciatori, in quanto la conformazione del territorio comunale era ed è tale da favorire una facile caccia. Questo si desume dai vari reperti storici rinvenuti dallo storico paesano Vincenzo d'Amico.
La prima vera popolazione ad insediarsi nell'agro fu quella dei Siculi, poi ricacciati a sud dagli Osci e poi il ramo olso dei Carricini. Ma il primo nucleo originario del paese fu costituito, forse, durante il V secolo (500-476 a.C.) da popolazioni di cultura etrusco-campana in quanto, in tale periodo, si colloca lo stile ionico dell'antefissa ritrovata nell'agro comunale, ora posseduta e custodita nella chiesa dell'Annunziata.
Il nucleo abitativo attuale si ricostituì, probabilmente, tra i secoli VI e VII D.C. durante la Langobardia Minor quando tribù bulgare probabilmente vi si instaurarono.

### Storia moderna
Nel 1562 il paese contava 169 famiglie. Il borgo aveva preso forma nel XIII secolo sotto la guida di Bertrand Beaumont assieme a Gildone. Dopo la sua morte nacque la costruzione di un mausoleo che divenne il castello angioino. Per tutto il corso dell'età moderna, il paese fu sotto l'amministrazione civile e giudiziaria della Capitanata.

### Storia contemporanea
Il violento terremoto del 1805 distrusse parte del Molise, ma Jelsi rimase poco danneggiata e ciò fu attribuito a un miracolo divino. Per tale motivo è nata la ricorrenza della festa del grano.
Nel 1806 la legge eversiva della feudalità, le successive leggi per la ripartizione del demanio e le sentenze delle commissioni feudali danno inizio alle innovazioni istituzionali, trasformando l'antica universitas in comune. Il 25 dicembre dello stesso anno, inoltre, il comune venne staccato dalla Capitanata e aggregato al contado di Molise, nel distretto di Campobasso, ottenendo nel proprio circondario dal 1806, oltre che Gildone, anche Campodipietra, poi riassegnato a San Giovanni in Galdo.

### Simboli
Lo stemma e il gonfalone sono stati concessi con decreto del presidente della Repubblica del 17 maggio 2002.
Il gonfalone è un drappo di azzurro.

## Monumenti e luoghi d'interesse

### Palazzo Carafa
Ha pianta rettangolare irregolare e pur se originariamente era un castello medievale, i bastioni basali e la torre centrale ne sono una testimonianza, oggi mostra le tracce e gli stili architettonici dei rifacimenti in seguito agli eventi sismici che hanno segnato il territorio nel tempo. È stato dimora dei De Beaumont, dei Pinabello e dei Carafa, famiglia che dalla fine del Quattrocento fino alla metà dell'Ottocento ne è stata proprietaria.

### Palazzo Valiante-Capozio
Costruito dalla famiglia Valiante sui resti di una palazzina realizzata nel 1750 e data alle fiamme, dopo averla saccheggiata il 3 giugno 1799, dalle truppe borboniche capeggiate da Cesare Zanchi, segue gli stilemi dell'architettura provenzale. Fu l'avv. Saverio ad avviare i lavori, che chiese al figlio Andrea, che si trovava esule a Marsiglia, di mandargli un progetto che ricalcasse lo stilema dei castelli che abbellivano la provincia che lo ospitava. L'opera fu realizzata dal 1806 al 1809 dall'architetto e pittore Musenga. In un'intercapedine del muro, accessibile solo dal tetto, fu catturato dal generale austriaco Fremont, il 23 settembre 1821, Andrea Valiante, uno dei rivoluzionari molisani tra i più discussi, protagonista della rivoluzione partenopea e dei moti liberali. Il palazzo passò alla famiglia Capozio, feudataria del luogo, nel 1850 e tuttora ne è proprietaria; conserva la struttura rettangolare con torri cilindriche di controllo, portando ancora inalterati i segni del tempo. Adiacente al palazzo sorge una cappella gentilizia fatta erigere da Mons. Luigi Capozio sul finire dell'Ottocento dedicata a Sant'Anna dove ancora si celebrano funzioni religiose. Il palazzo è circondato da strutture un tempo abitate dalla servitù ed ambienti per ricovero degli animali tutte perfettamente conservate anche se adibite ad altri scopi, e sul retro un affascinante giardino a completamento della antica dimora.

### Chiesa Madre di Sant' Andrea Apostolo
La chiesa madre di Sant' Andrea Apostolo si trova nel cuore del centro storico. La sua costruzione risale al X-XI secolo. Ha subito numerose trasformazioni e restauri. Il portale d'ingresso porta la data 1705, ma il portale originario era romanico con colonnine tortili sugli stipiti e sull'arco a tutto sesto, mentre i capitelli erano ornati con palmette stilizzate. Il campanile, posto al lato dell'ingresso principale, presenta una struttura abbastanza irregolare, con la torre campanaria, anch'essa in pietra, che ha subito un intervento di ricostruzione.
La pianta è a tre navate e all'interno oltre agli imponenti archi a tutto sesto si può ammirare una cupola che misura 30m di lunghezza, 13m di larghezza e 9m di altezza.
Distrutta dal terremoto del 1805, la chiesa fu restaurata nel 1817 con le rendite ecclesiastiche, mentre un restauro completo, riguardante anche i decori a stucco, fu ultimato nel 1864. Nei primi anni del 1900 furono completati i lavori compresa tutta la pavimentazione. Sulla destra dell'ingresso, un'acquasantiera in pietra locale decorata con altorilievi porta incise due date: 1660 sulla vasca, all'interno della quale ci sono scolpiti tre pesci stilizzati e disposti a triangolo equilatero, e1563 sulla colonna di supporto inferiore. Nelle navate laterali si trovano vari altari e nicchie con le statue dei santi: Sant'Andrea e Sant'Anna, compatrona, Sant'Antonio, San Biagio, San Michele, San Giuseppe, Santa Lucia, San Amanzio, Madonna del Rosario, Immacolata Concezione, San Francesco d'Assisi e San Francesco Saverio.
La Parrocchia di Jelsi ha fatto sempre parte dell'Archidiocesi di Benevento. L'annessione all'Archidiocesi di Campobasso - Bojano è avvenuta con il decreto della Sacra Congregazione per i Vescovi del 21 gennaio 1983 nr.122 e, con riconoscimento civile del 2 ottobre 1983,Fu ricostruita nel XVII secolo, e solo il campanile appartiene alla struttura medievale. All'interno sono interessanti alcune tele: La Natività (Gesù nasce a Jelsi), La Resurrezione e Martirio del santo.

### Convento di Santa Maria delle Grazie
Costruito in epoca rinascimentale, è la testimonianza dell'antica storia di Jelsi. Il campanile è un falso storico, mentre la facciata è cinquecentesca, con due statue in logge adiacenti al portale. Sul fianco sinistro c'è ancora il vecchio loggiato del chiostro, con un pozzo interno.

### Cappella della SS. Annunziata

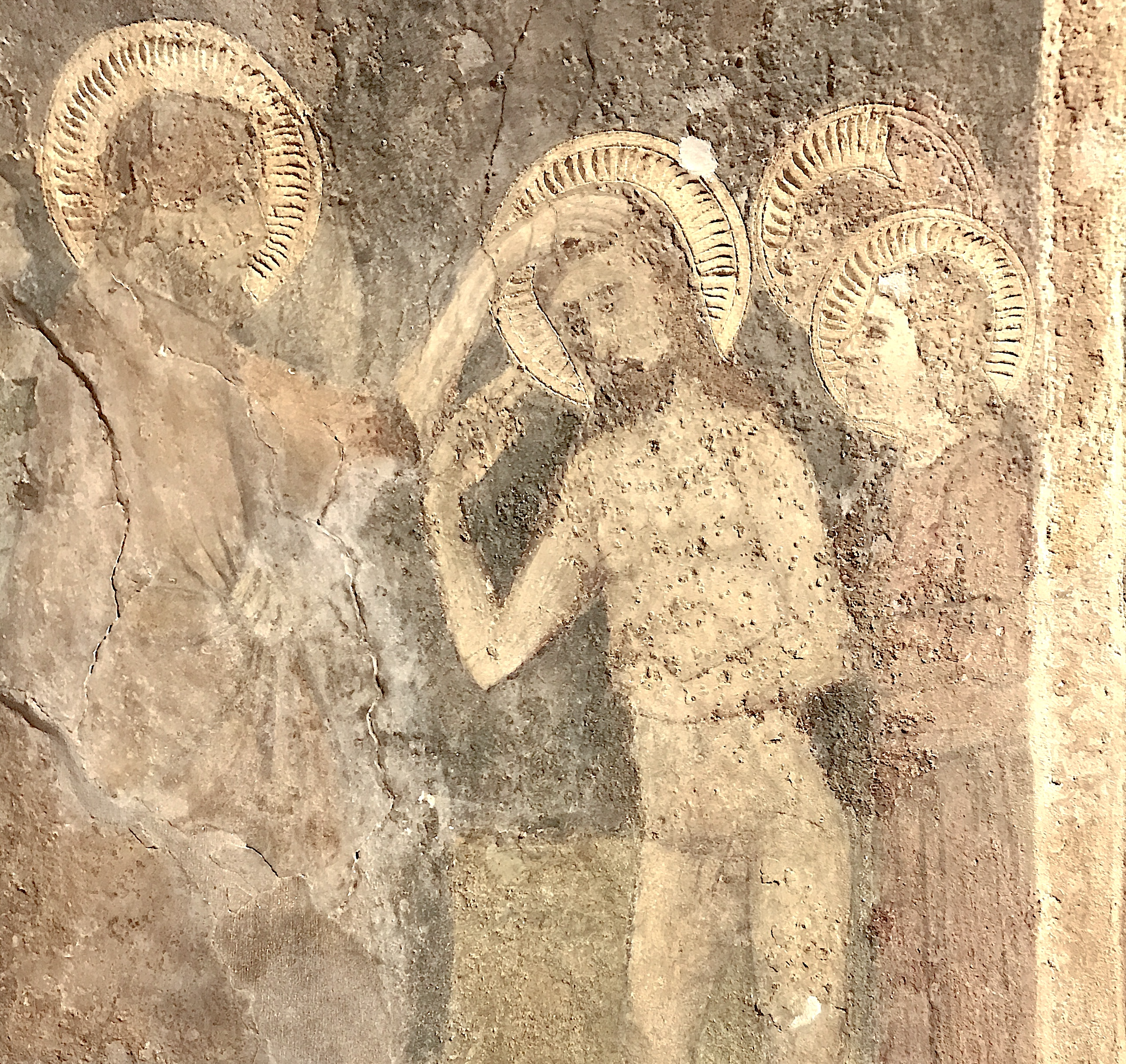
Particolare del Battesimo di Gesù - Affreschi Ex Cappella della SS. Annunziata di Jelsi

Ex-edificio religioso, attualmente sconsacrato, è stato costruito nel 1363, data riportata sulla chiave di volta del portale d'ingresso realizzato in stile gotico. La cappella ha ricoperto negli anni diverse funzioni passando da luogo di culto, ad asilo fino a diventare una sala per spettacoli teatrali.
Al suo interno è possibile accedere, tramite l'antica scala in pietra, alla cripta sotterranea. Una stanza voltata divisa in due da un arco a tutto sesto sulle cui pareti è presente un ciclo di affreschi di chiaro stampo trecentesco. Tra le varie pitture presenti la più importante è forse il Cristo nudo, rarissima rappresentazione iconografica della nudità di Gesù adulto sopravvissuta alla censura dei nudi nell'arte sacra decretata durante il Concilio di Trento.

## Società

### Evoluzione demografica
Abitanti censiti

### Etnie e minoranze straniere
Al 31 dicembre 2019 gli stranieri residenti erano 151, pari all'8,4% della popolazione. 
Le nazionalità maggiormente rappresentate erano le seguenti:
- India 30
- Romania 26
- Marocco 16
- Pakistan 11
- Afghanistan 10

### Tradizioni e folclore

#### Festa del grano

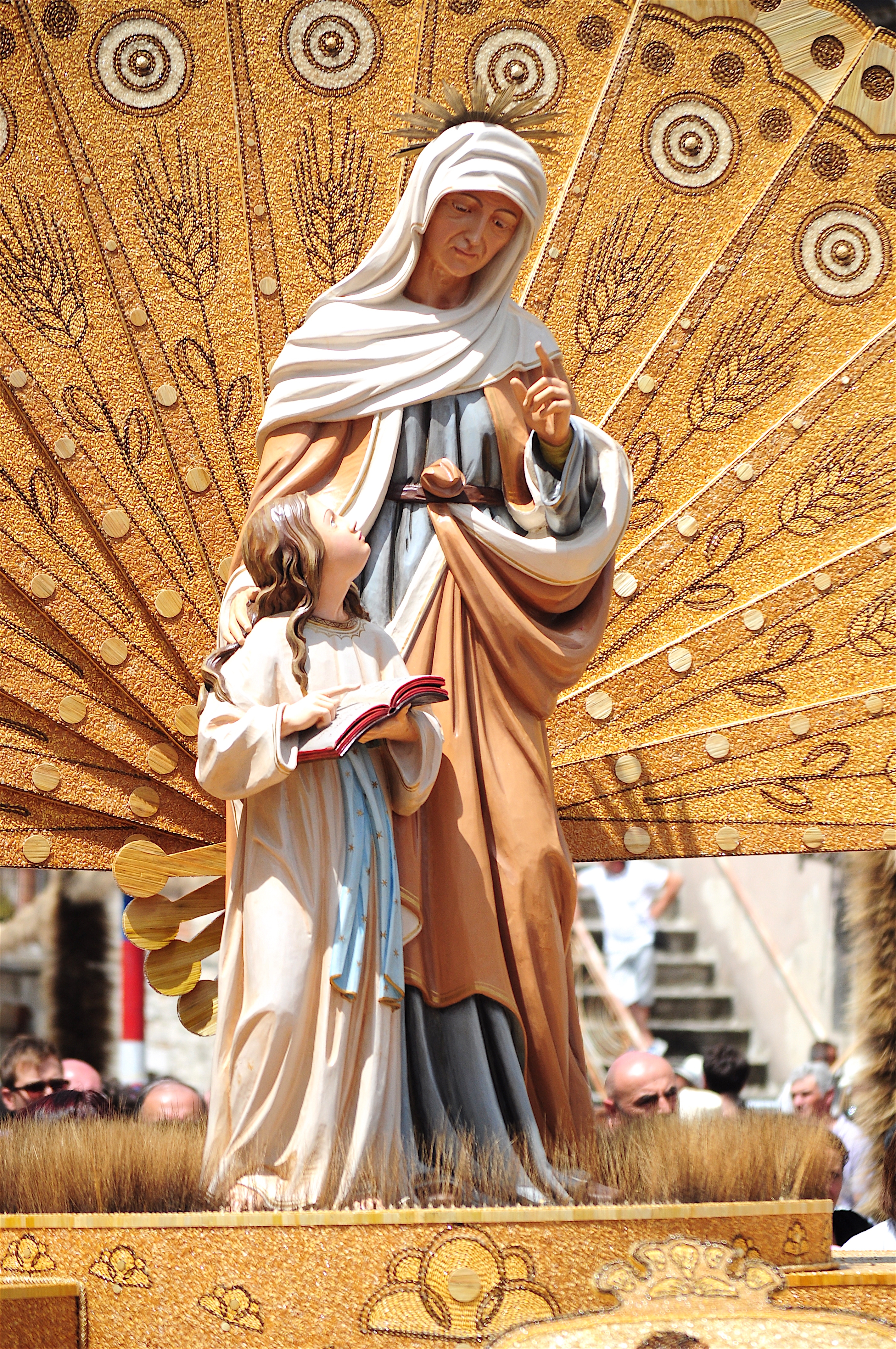
Carro di sant'Anna

L'evento più importante che si svolge a Jelsi, e che ogni anno attrae molti turisti, è la festa del grano in onore di sant'Anna. Tutto ebbe inizio come ringraziamento per i lievi danni subiti dalla comunità dopo il terremoto del 1805. In seguito, sempre più è cresciuta la partecipazione, soprattutto dopo aver scampato ad un altro momento funesto: un violento uragano, scatenatosi nei giorni 24 e 25 luglio 1814. Fino a diventare, dalla seconda metà del '900, una delle feste più rappresentative del Molise e dell'agricoltura italiana. Per l'occasione, alla fine di giugno, il comitato organizzatore, dopo aver scelto uno dei migliori campi di grano, inizia la mietitura. I covoni ricavati da questa vengono portati lungo le strade del paese, dove gruppi di Jelsesi si radunano spontaneamente per realizzare chilometri di trecce di grano, che vengono allungate lungo i margini del corso principale a mo' di festoni. Tutto viene preparato per la festa del 26 luglio, sant'Anna. Nel giorno della festa, in media quaranta "carichi" tra traglie e carri di grano, sfilano lungo la strada principale. Guida il corteo-processionale il carro della santa, seguono carri in miniatura, traglie e carri trasportati dai buoi e da trattori che ricordano l'offerta devozionale originaria, e poi grossi carri allegorici e carri che mostrano scene di vita tradizionale contadina. I carichi di grano vengono portati tradizionalmente fuori dal centro abitato, dove il grano viene depositato e, assieme ai carri, benedetto. Una festa che coinvolge per circa un mese tutta la comunità e che anno dopo anno riscuote sempre più attenzione, soprattutto per la grande mole di lavoro che viene dedicato nella realizzazione di carri che prendono sempre più i caratteri di vere e proprie opere d'arte. Fino a qualche decennio fa, la maggior parte dei carri realizzati venivano distrutti e ricostruiti con contenuti e foggia diversi nell'anno successivo. Negli ultimi anni le migliori opere realizzate vengono conservate nel MUFEG, il Museo di comunità in cui tutto ciò che riguarda la festa del grano e sant'Anna sono parte integrante del museo: gli spazi dove si intreccia il grano, le opere, i "maestri apparatori", i luoghi sacri e comunali, le case dei carristi, i trasportatori e i "traglieri" che trasportano le traglie in sfilata (tra questi anche quelli che ancora sono in grado di costruire tale mezzo di trasporto) e il museo della festa, un'esposizione permanente delle opere realizzate, allocato nell'ex convento Santa Maria delle Grazie.

## Amministrazione
| Periodo           | Periodo           | Primo cittadino           | Partito                        | Carica  | Note  |
| ----------------- | ----------------- | ------------------------- | ------------------------------ | ------- | ----- |
| 20 giugno 1989    | 23 settembre 1991 | Giuseppe Antonio Maiorano | Democrazia Cristiana           | Sindaco | [ 7 ] |
| 23 settembre 1991 | 13 giugno 1994    | Michele Testa             | Democrazia Cristiana           | Sindaco | [ 7 ] |
| 25 giugno 1994    | 25 maggio 1998    | Michele Testa             | Partito Popolare Italiano      | Sindaco | [ 7 ] |
| 25 maggio 1998    | 28 maggio 2002    | Michele Testa             | lista civica                   | Sindaco | [ 7 ] |
| 28 maggio 2002    | 29 maggio 2007    | Mario Ferocino            | lista civica                   | Sindaco | [ 7 ] |
| 28 maggio 2007    | 7 maggio 2012     | Mario Ferocino            | lista civica                   | Sindaco | [ 7 ] |
| 7 maggio 2012     | 12 giugno 2017    | Salvatore D'amico         | lista civica Impegno per Jelsi | Sindaco | [ 7 ] |
| 12 giugno 2017    | 17 dicembre 2021  | Salvatore D'amico         | lista civica Impegno per Jelsi | Sindaco | [ 7 ] |
| 13 giugno 2022    | in carica         | Egidio Mauri              | lista civica Fare comune Jelsi | Sindaco | [ 7 ] |